# Manhattan sud
Manhattan sud (títol original: Year of the Dragon) és una pel·lícula policíaca estatunidenca de Michael Cimino estrenada l'any 1985, protagonitzada per Mickey Rourke, Ariane Koizumi i John Lone.
El guió de la pel·lícula, escrit per Michael Cimino i Oliver Stone, és l'adaptació d'una novel·la de Robert Daley. Aquesta pel·lícula era per Cimino la primera després del fracàs de La Porta del paradís l'any 1980. Ha estat doblada al català

## Argument
El capità Stanley White, antic veterà de la Guerra del Vietnam i fill d'immigrats d'origen polonès, és policia a Nova York. Traslladat al barri de Chinatown, Stanley entra en guerra contra les bandes criminals de traficants de droga de la màfia xinesa novaiorquesa (les triades xineses) que gangrenen el barri i que es lliuren a assassinats i a ajustaments de compte salvatges, conseqüència de la venda de droga, de la pràctica del racket i de l'extorsió de fons.
El policia més condecorat de Nova York, Stanley White és colèric, tossut i arrogant, i en conflicte amb la seva jerarquia; esdevé venjatiu i ataca de front a aquest imperi asiàtic opac, en gran part subterrani, desplegat sobre Manhattan, en una guerra que vol portar fins a l'extrem i sol si és necessari.

## Repartiment
- Mickey Rourke: Capità Stanley White
- John Lone: Joey Tai
- Ariane Koizumi : Tracy Tzu
- Leonard Termo : Angelo Rizzo
- Victor Wong : Harry Yung
- Dennis Dun: Herbert Kwong
- Raymond J. Barry: Louis Bukowski
- Caroline Kava : Connie White
- Eddie Jones : William McKenna
- Joey Chin : Ronnie Chang
- Daniel Davin: Francis Kearney

## Producció
Al final de la pel·lícula, l'última rèplica de Stanley White és :''Tenies raó i jo estava equivocat. Voldria ser un bon jan. Però no sé com ser bo'' (
| « | You were right and I was wrong. I'd like to be a nice guy. But I just don't know how to be nice. | » |

).

Segons Michael Cimino, l'última rèplica de White hauria hagut de ser: « Bé, suposo que si fas la guerra massa  temps, acabes per casar-te amb l'enemic » (
| « | Well, I guess if you fight a war long enough, you end up marrying the enemy. | » |

 »). L'estudi va vetar aquesta rèplica escrita per Oliver Stone; en el comentari del DVD de la pel·lícula, Cimino pensa que l'estudi o els productors trobaven aquesta rèplica massa políticament incorrecta.

## Premis i nominacions

### Premis
- Premi Joseph Plateau 1986: millor pel·lícula

### Nominacions
- César 1986 : 
  - César a la millor pel·lícula estrangera
- Globus d'Or 1986 :
  - Globus d'Or a la millor banda sonora original per David Mansfield
  - Globus d'Or al millor actor secundari per John Lone
- Razzie Awards 1986 :
  - Pitjor actriu, Ariane Koizumi
  - Pitjor director, Michael Cimino
  - Pitjor nova star, Ariane Koizumi
  - Pitjor pel·lícula
  - Pitjor guió, Oliver Stone, Michael Cimino
- Premi Sant Jordi de Cinematografia 1987 : millor pel·lícula estrangera